# Luxiaria
Luxiaria är ett släkte av fjärilar. Luxiaria ingår i familjen mätare.

## Bildgalleri

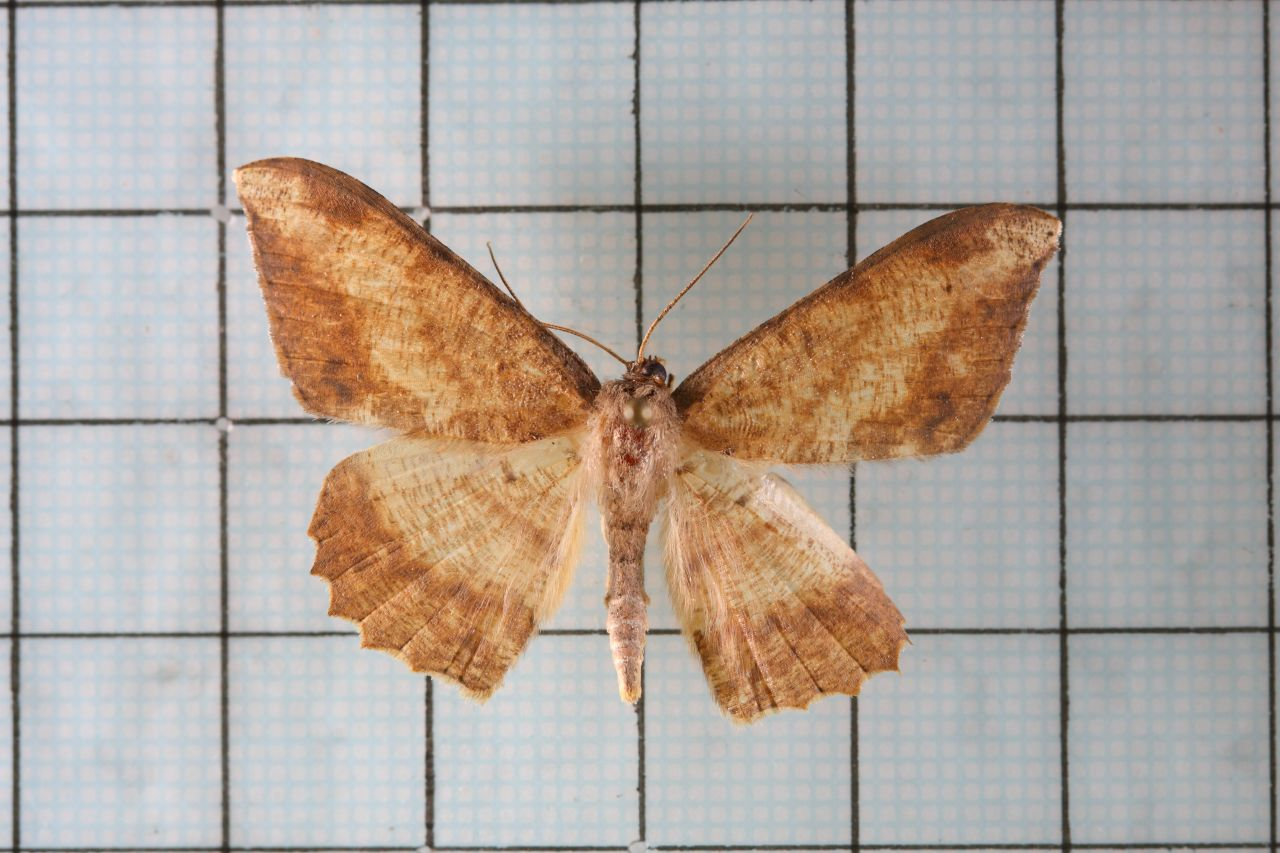
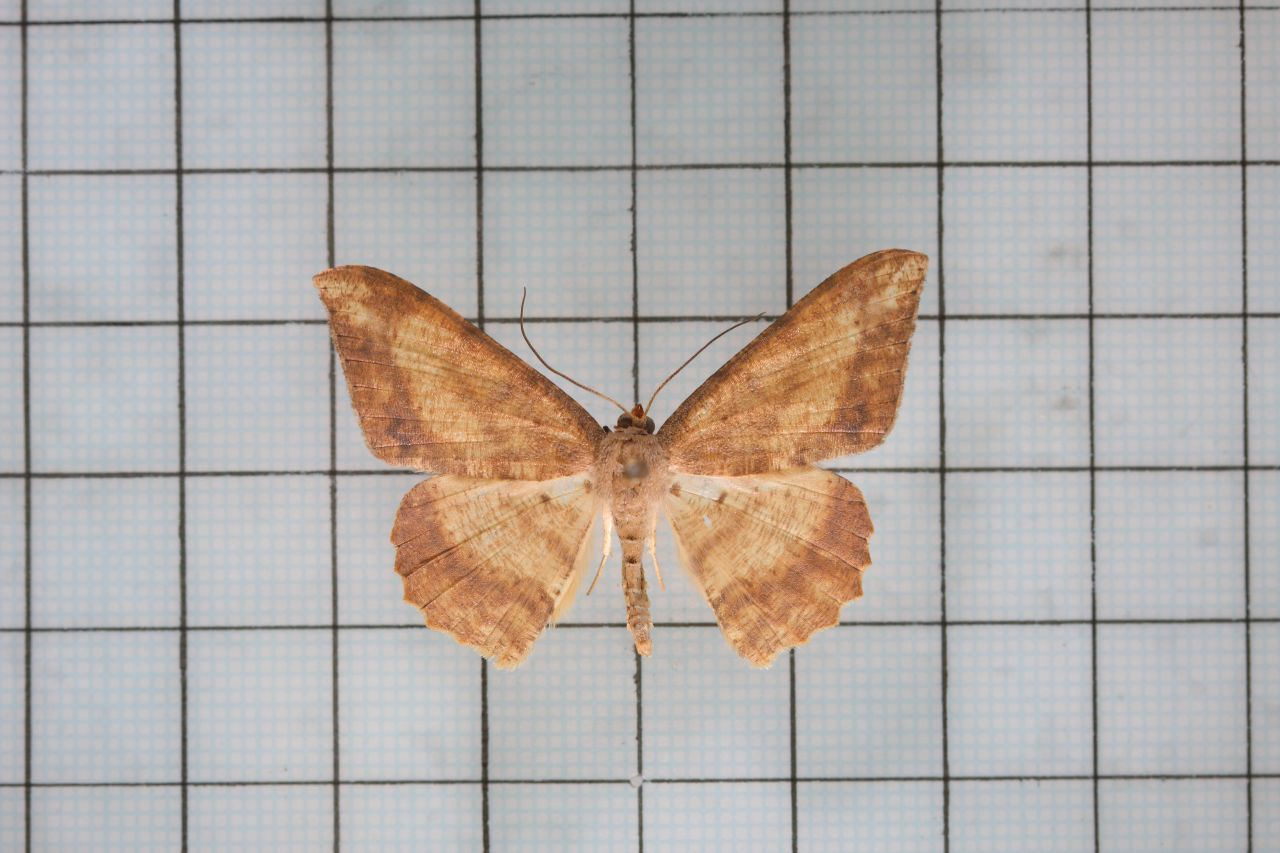
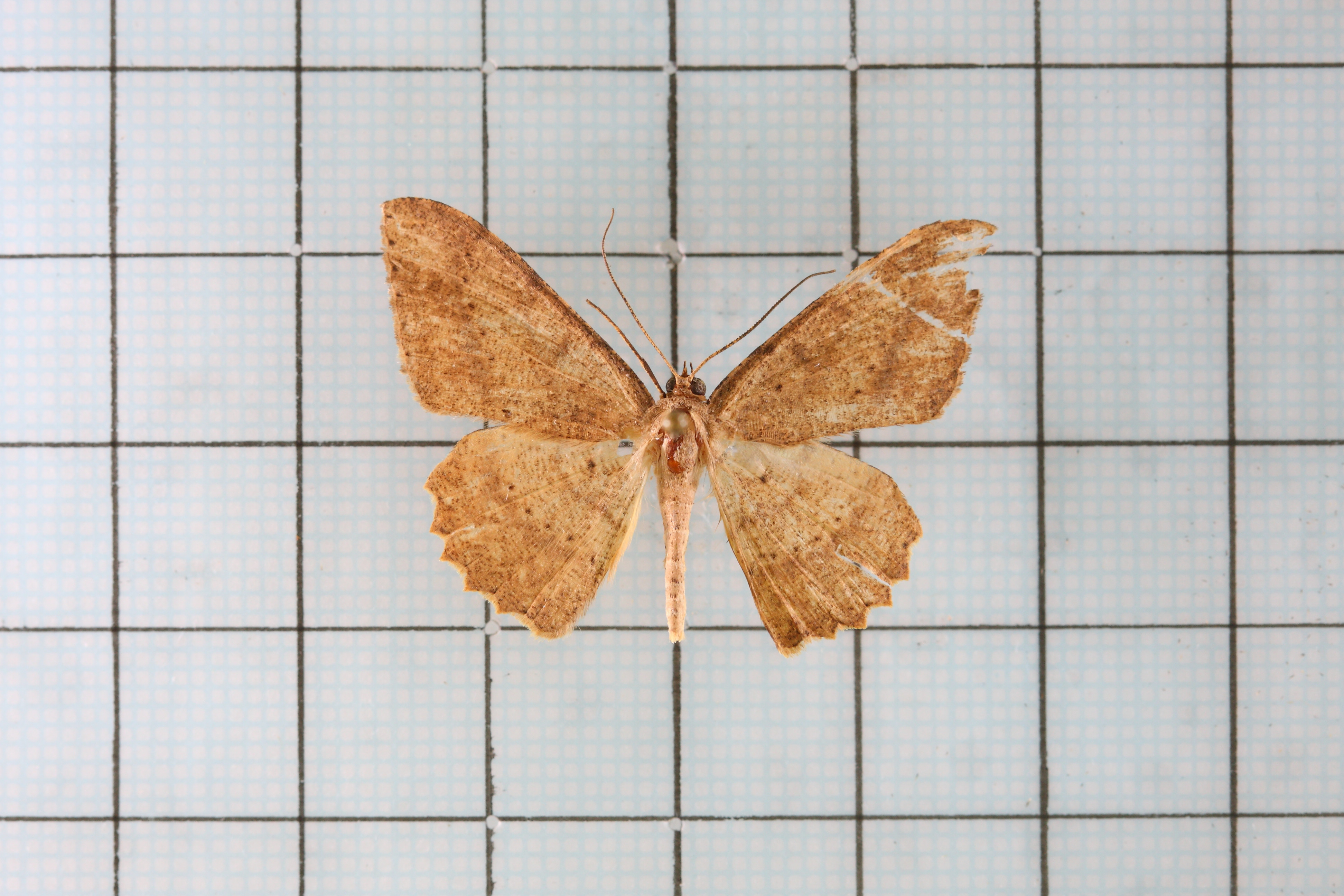
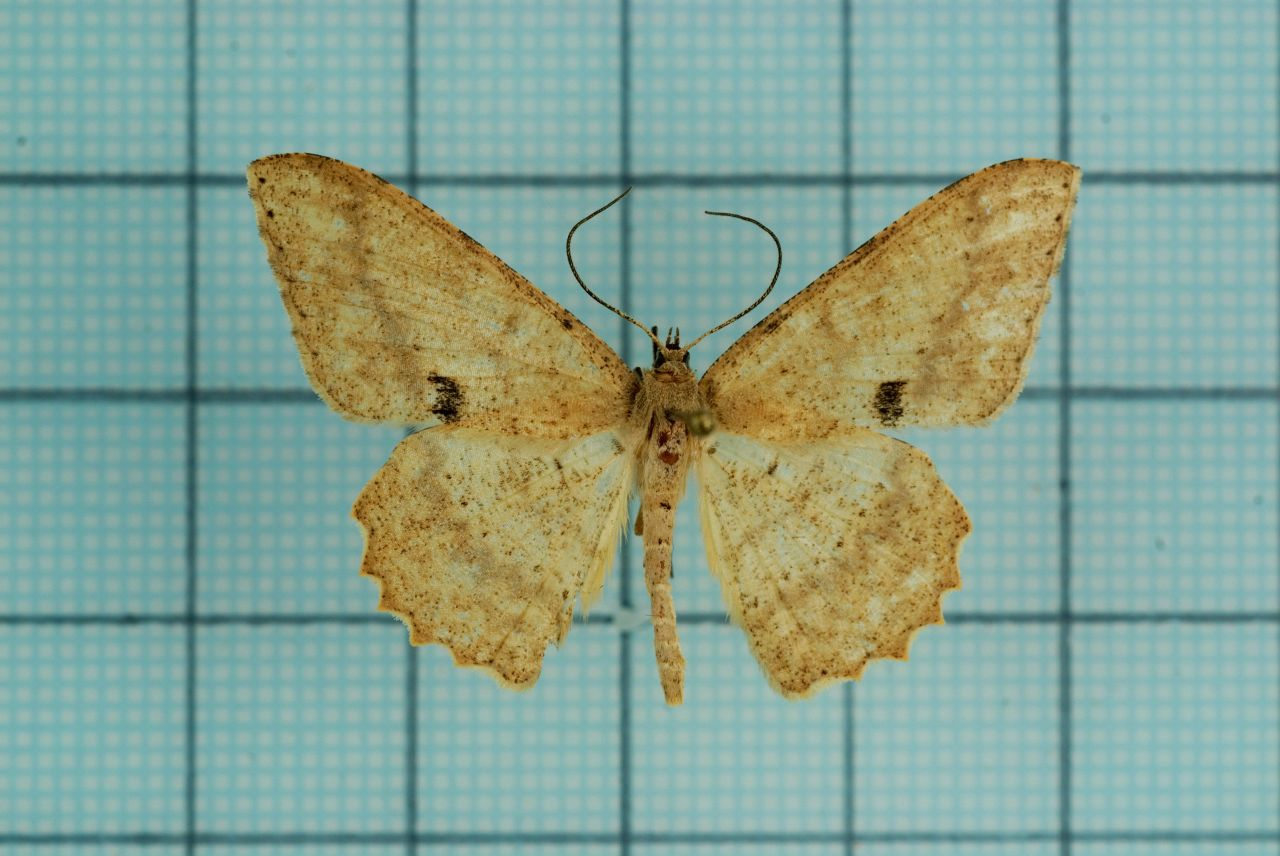
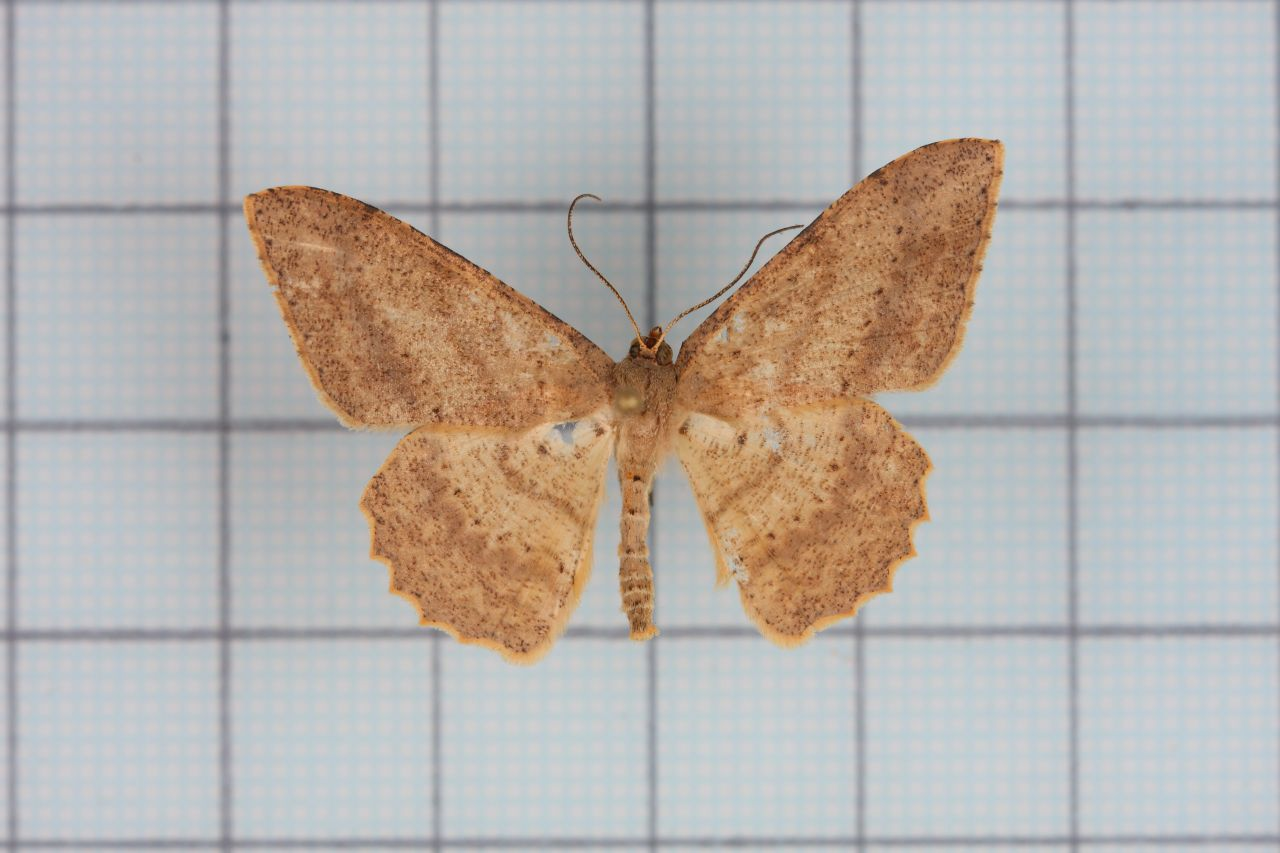
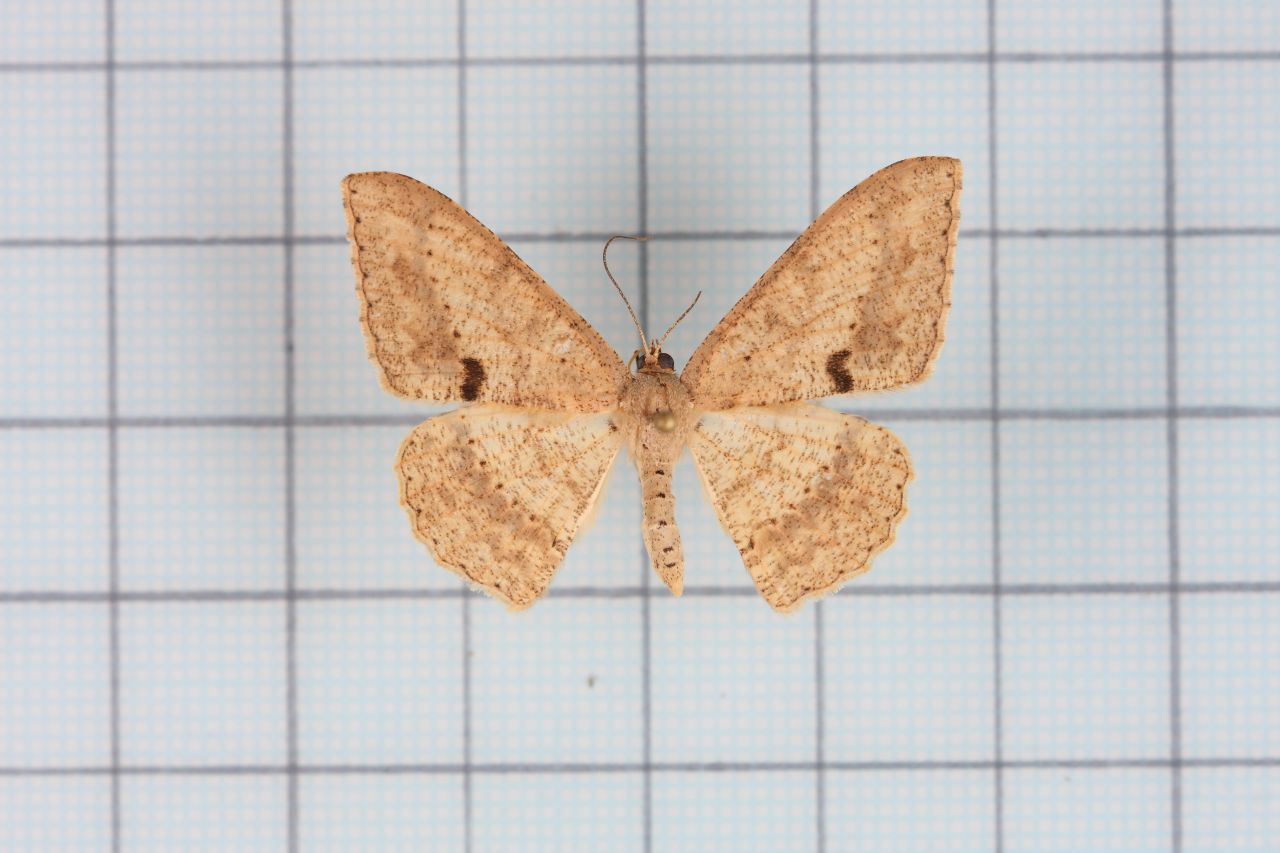

## Dottertaxa tillLuxiaria, i alfabetisk ordning[1]
- Luxiaria acutaria
- Luxiaria alfenusaria
- Luxiaria amasa
- Luxiaria ansorgei
- Luxiaria biafaria
- Luxiaria calida
- Luxiaria celebensis
- Luxiaria celebesa
- Luxiaria consimilaria
- Luxiaria contigaria
- Luxiaria costinota
- Luxiaria curvivena
- Luxiaria despicata
- Luxiaria distorta
- Luxiaria emphatica
- Luxiaria epinephela
- Luxiaria fasciosa
- Luxiaria fulvifascia
- Luxiaria grammaria
- Luxiaria grisea
- Luxiaria hapala
- Luxiaria honoraria
- Luxiaria hyalodela
- Luxiaria hypaphanes
- Luxiaria ichnaea
- Luxiaria inferna
- Luxiaria intensata
- Luxiaria jotaria
- Luxiaria leithra
- Luxiaria lioptera
- Luxiaria mitorrhaphes
- Luxiaria molesta
- Luxiaria nigripalparia
- Luxiaria noda
- Luxiaria paganata
- Luxiaria permotaria
- Luxiaria phyllosaria
- Luxiaria postlunata
- Luxiaria postvittata
- Luxiaria pratti
- Luxiaria prouti
- Luxiaria punctata
- Luxiaria rescripta
- Luxiaria schistacea
- Luxiaria sesquilinea
- Luxiaria subgravata
- Luxiaria submonstrata
- Luxiaria subrasata
- Luxiaria taeniata
- Luxiaria tephrosaria
- Luxiaria turpisaria
- Luxiaria versiformis